# Carlo Pischianz
Carlo Pischianz (Trieste, 3 gennaio 1922 – 17 marzo 1979) è stato un calciatore italiano, di ruolo terzino destro.

## Carriera
Cresciuto nelle giovanili di una compagine della sua città, la Fortitudo Trieste, nel 1940 passa alla Biellese, con cui disputa tre campionati di Serie C.
Dopo l'interruzione bellica dei campionati ufficiali disputa il Campionato Alta Italia 1944 con la maglia dell'Ampelea di Isola d'Istria, che, rinforzati anche dalla presenza di Giuseppe Grezar, Bruno Ispiro e Alberto Eliani, supera la Triestina nel girone regionale e cede al Venezia nelle Semifinali Interregionali.
Dopo la fine del conflitto torna a Biella per disputare il Campionato Misto B-C, quindi nel 1946 viene acquistato dalla neonata Sampdoria, con cui esordisce in Serie A e disputa 12 incontri in massima serie.
A fine stagione passa al Venezia, appena retrocessa in Serie B. In laguna Pischianz conquista la promozione in A nella stagione 1948-1949, per poi disputare in massima serie al stagione successiva, chiusa dai neroverdi all'ultimo posto. Dopo la retrocessione viene messo in lista di trasferimento, e passa al Foggia, con cui chiude la carriera in Serie C.
In carriera ha totalizzato complessivamente 27 presenze in Serie A e 47 presenze in Serie B.

## Palmarès

### Club

#### Competizioni nazionali
- Serie C: 1

Biellese: 1942-1943